# ژاک ماری (بازیکن فوتبال)
ژاک ماری (انگلیسی: Jacques Marie; ۱۲ اوت ۱۹۴۵ – ۸ ژوئیهٔ ۱۹۹۹) بازیکن فوتبال اهل فرانسه بود.
از باشگاه‌هایی که در آن بازی کرده‌است می‌توان به باشگاه فوتبال لانس، باشگاه فوتبال نانسی، و باشگاه فوتبال سدان اشاره کرد.